# Жермен, Франсуа-Тома
Франсуа-Тома Жермен (фр. François-Thomas Germain, 17 апреля 1726, Париж — 23 января 1791, Париж) — французский ювелир, серебряных дел мастер, потомок знаменитой семьи парижских художников-ювелиров, рисовальщиков, гравёров и «златокузнецов».

## Семья парижских ювелиров Жермен
Основателем знаменитой семьи был Пьер Жермен Старший (1645—1684), придворный ювелир короля Людовика XIV. Его сын Тома Жермен (1673—1748), один из создателей стиля рококо, восемнадцать лет проработал в Италии, в 1687—1702 годах в Риме как живописец. Там же испытал влияние серебряных дел мастера Джованни Джардини, архитектора-декоратора и ювелира римского барокко. Рядом с Жерменом в Италии в это время работал и другой французский художник — Жиль-Мари Оппенор, впоследствии один из выдающихся мастеров стиля Регентства. В 1706 году Тома Жермен вернулся во Францию. С 1723 года вместе с Николя Беснером и Клодом Балленом Старшим стал придворным ювелиром короля Людовика XV. В 1727 году заменил скончавшегося золотых дел мастера Николя Делоне. Тома Жермен выполнял рисунки, орнаментальные композиции и даже архитектурные проекты в стиле рококо. После кончины Тома Жермена в 1748 году место придворного ювелира занял его четвёртый сын Франсуа-Тома Жермен. 
Ещё один член семьи, Пьер Жермен Младший (1716—1783), выпустил сборник орнаментальных гравюр «Элементы религиозного и светского ювелирного искусства». Другой мастер — Пьер Жермен Второй (1720—1783), также ювелир стиля рококо, но не связанный с семьёй Жермен. Он был родом из Авиньона и привлечён в Париж Тома Жерменом.

## Творчество Франсуа-Тома Жермена
После обучения основам ремесла в семье юный Франсуа-Тома был направлен в Королевскую академию живописи и скульптуры. Но он не проявил стараний и «за несколько лет обучения в Академии не завоевал ни одной малой медали».
Несмотря на неудачи в Академии 1 марта 1748 года Франсуа-Тома как представитель знаменитой семьи был назначен скульптором и ювелиром короля с привилегией иметь мастерскую во дворце Лувра. Несколько месяцев спустя, после смерти отца, он стал обладателем капитала, который считали незначительным, но также огромной ценности коллекции рисунков и скульптурных моделей Тома Жермена. Франсуа-Тома также перенял отцовское фамильное клеймо — руно между инициалами «F.T.G.»
Франсуа-Тома Жермен, пользуясь славой отца, выполнял заказы на большие серебряные сервизы со скульптурными деталями по заказам многих знатных семей Европы. Он сотрудничал с королевскими ювелирами Жаком-Николя Ретье де Ла Туром и Клодом Балленом Вторым.
Он организовал мастерскую наподобие огромной фабрики дорогостоящих изделий и, расточительно тратя заработанные деньги, беспокоил друзей роскошью своего дома. Его критиковали за дорогостоящие кутежи и любовные связи в Париже. Это привело к крайне тяжёлому финансовому положению. Однажды Франсуа-Тома обнаружил, что должен почти 2 400 000 ливров. Он не смог выполнить взятые на себя обязательства и в 1765 году стал банкротом. Для художника, состоявшего на королевской службе, это было серьёзное испытание. «Директор королевских построек» был встревожен: 14 августа Жермена лишили квартиры, которую он занимал в Лувре, и эта квартира, принадлежавшая его отцу и деду, 8 сентября была предоставлена ювелиру Жакмену, другу Франсуа Буше. В то же время Жермен лишился так желанного звания ювелира короля (d’orfèvre ordinaire du roi) и таким образом был низведён до уровня рядового мастера: с тех пор он стал всего лишь «торговцем-ювелиром» (marchand orphèvre).
В 1765 году Франсуа-Тома нарушил правила гильдии, вступив в договор с финансистами, чтобы получить причитающиеся ему долги, в то время как ему было разрешено вступать в партнёрские отношения только с мастерами своей гильдии. Из-за этого он был вынужден уйти в отставку и объявить о своём банкротстве. Франсуа-Тома Жермен скончался в 1791 году в полной безвестности; он был последним членом семьи, служившим королю. Многие из его работ теперь хранятся в знаменитых музеях и частных коллекциях.

## Работа для России
Имя Франсуа-Тома Жермена в истории искусства связано не только с Францией, но и с Россией. По заказу императрицы Елизаветы Петровны, которая преклонялась перед французским искусством и стилем рококо, мастер выполнил знаменитый «Парижский сервиз» из позолоченного серебра (1756—1759). Массивные предметы созданы в технике литья и чеканки. Суповые чаши с поддонами и крышками, блюда, столовые приборы и канделябры соединяют в себе черты барокко ушедшего в прошлое «стиля Людовика XIV» и рококо эпохи Людовика XV, хотя в эти годы происходил поворот к неоклассицизму. Крышки многих предметов украшены картушами, гирляндами и фигурками путти, как предполагают, созданными по моделям скульптора французского неоклассицизма Жана-Батиста Пигаля.

## Галерея
- Детали серебряного столового сервиза «Жермен» (Baixela Germain), заказанного королём Португалии Жозефом I. 1756-1765. Национальный музей старинного искусства, Лиссабон
- Пара канделябров по заказу Российского императорского дома
- Сюрту-де-Табль. Сервиз герцога Авейро. 1729-1757
- Часы-маятник «Сотворение мира». Лувр, Париж

## В массовой культуре
В видеоигре «Assassin's Creed Unity» (2014) Франсуа Тома Жермен является одним из главных антагонистов и предводителем парижского ордена тамплиеров, почитая Жака де Моле. Был убит главным героем игры ассасином Арно Виктором Дорианом.